# Yerba Brava
Yerba Brava es un grupo musical argentino del género cumbia villera, formado en el año 1998 en San Fernando, localidad del Gran Buenos Aires.

## Historia

### Comienzos
En 1998 un grupo de jóvenes decidió formar una banda de cumbia que se define como "sonidera" y testimonial. Presenta un estilo similar a la cumbia colombiana y expone en sus letras historias y vivencias propias y todo lo que les duele, alegra o apasiona. 
La idea de formar un grupo surgió pensando en la forma de ayudar a la gente más necesitada: organizaban festivales y trataban de darle una mano a algún chiquito que la necesitara.

### 1998-2001: Liderazgo del "Monito"
El grupo nació con Juan Carlos "El Monito" Ponce, en voz, Ezequiel, Martín, Pablo, Beto y Víctor -que luego pasó por "Flor de Piedra". En esa época hacían covers de La Nueva Luna, Sombras y otros grupos de moda. 
Por problemas internos la banda se desarmó aunque, tiempo después, la rearmaron y decidieron llamarse: Yerba Mala, porque creían que como dice el refrán: "Nunca muere", pero al querer registrar el nombre se encontraron con que ya lo estaba, entonces lo cambiaron por Yerba Brava.
En ese momento uno de los chicos trajo la letra del tema "Pibe Cantina" y ese estilo les pareció interesante. Entonces grabaron el demo con esa canción y siguieron ensayando, siempre con la esperanza de grabar un disco. Sus temas con mucho ritmo y muy fáciles de bailar abarcan temáticas como cuando un amigo vuelve de la cárcel en - "La Canción Del Yuta"; la pasión de alentar a sus equipos en la cancha - "La Cumbia De Los Trapos" o la discriminación que sufren por vivir en una villa de emergencia -"Discriminado". Podríamos decir que sus orígenes fueron prehistoria de lo que es hoy la cumbia villera. Se dice que "Pibe Cantina" fue una especie de represalia (lo que en otros géneros se lo suele llamar Beef o Tiradera) por el alejamiento de Victor Cantina y su posterior incorporación a Flor de Piedra, iniciando una rivalidad entre ambas bandas, a pesar de pertenecer a la misma discográfica (Leader Music). Flor de Piedra respondió tiempo después con el tema "El pibe villero"
Finalmente, en el año 2000 llegó "Cumbia Villera", su primer y tan ansiado disco, que en poco tiempo se convirtió para sorpresa de muchos en Disco de Platino y la canción "La Cumbia De Los Trapos" fue adoptada por todas las hinchadas como un himno infaltable.
En pocos meses, Yerba Brava se convirtió en un fenómeno no sólo musical sino también social. Poco a poco se fue incrementando su agenda de actuaciones, que los llevaron inclusive a cruzar las fronteras del país logrando el respeto y el reconocimiento del público chileno, paraguayo y boliviano. Aunque también se escucha en las barras bravas de equipos peruanos, ecuatorianos, colombianos y venezolanos.
Yerba Brava presentó su segundo CD, 100% Villero, que sigue la línea que los marcó como una de las bandas más importantes de la movida tropical, en él se incluyen temas como "De Que Te La Das" (según ellos: "inspirado en aquellos que dieron comienzo a la tan famosa "Guerra De Las Villas" y que olvidaron sus verdaderas raíces", con una letra que hace referencia, sin nombrarlo, a Pablo Lescano, creador de Flor de Piedra y Damas Gratis), "Chicos Del Andén", "El Fuerte", "Aguanten" y "Sos Mi Pasión", todas letras inspiradas en las cosas cotidianas y reales de las clases más discriminadas.
En 2002, "El Monito" decidió dejar la banda por diferencias con los productores

### 2002-2003: Etapa de Oscar Belondi
Tras el alejamiento de El Monito ingresa como voz Oscar Belondi, un joven cantante que había participado de grupos como Los Boys y Red. Yerba Brava junto a Oscar, comienza a distanciarse de la corriente más trasgresora de la cumbia villera (con Damas Gratis y Pibes Chorros como exponentes), permitiéndose un cambio de sonido y un ritmo más pop, combinando con ritmos de salsa, murga y reggaeton. Sus letras son alegres, llenas de optimismo y en algunas de sus canciones le cantan al amor. Su música pegadiza y con mucho ritmo es contagiosa e invita a bailar. Esta nueva onda se traduce en el tercer trabajo discográfico de la banda, Corriendo la coneja. 
En él, encontramos temas como "Hay Que Buscar", "Mi Naso", "Vamos A Bailar", que fueron los más coreados por el público que encuentra en esta banda lo contestatario y lo ciento por ciento bailable. 
En agosto de 2002, editaron un disco en vivo, Yerba Brava en vivo, que reunía algunos de sus éxitos, tanto del último disco como de los anteriores con el Monito Ponce como cantante, más dos temas nuevos.
Durante toda esta segunda etapa, desde el ingreso de Oscar, el grupo se posiciona en el más alto nivel, tanto dentro de las preferencias del público tropical como dentro de una selecta farándula, que en más de una oportunidad lo contrata para animar sus fiesta y eventos. 
En julio de 2003, Yerba Brava lanzó su quinta producción De Culo. Dos temas que inmediatamente hacen fanatizar al público: El Reloj Cucu (reversión de un tema de Maná) y Naty Bum Bum. A fines de este año el Rasta ingresaría como animador del grupo en reemplazo de Ale Beltzer.
Belondi, quien con su carisma supo llevar a Yerba Brava a encabezar los ranking y las preferencias del público, cocreador y productor además de bandas como La Base Musical, Sopla La Bolsa y Eh!!! Guacho, inició un nuevo proyecto tras su alejamiento de Yerba en 2003.
En 2004 Oscar forma La Repandilla una orquesta compuesta por catorce músicos de una gran talla, el cómo voz principal, combinando elementos sonideros característicos de Yerba Brava con la naciente Cumbia Base (iniciada con la ya citada banda La Base Musical), caracterizada por la introducción del Sampler como instrumento de percusión

### 2004-2008: Etapa de Santiago Cairo
Por el año 2003, Oscar deja Yerba Brava. Es ahí donde aparece Santiago Cairo, originario de Campana, que con solo 18 años, se puso al frente de una de las bandas más emblemáticas de la movida tropical. Con mucha humildad, Santiago supo cautivar no solo a los seguidores de Yerba, sino también, a aquellos que nunca antes habían escuchado cumbia. Su primer disco "Nunca Se Acaba", rompió con todo lo estipulado, "Cosas del amor - Muchachita", fue su primer corte de difusión, un gran éxito no solo en Argentina, sino también en muchos países del habla hispana (Chile, Uruguay, Perú, Colombia, México, Venezuela, Bolivia, entre otros). Gran comienzo para un cantante que no tenía experiencias anteriores, ni como cantante, ni como músico profesional. El Rasta forma con Santy una gran combinación en el escenario que le dio al grupo una frescura y un aire completamente renovado. De la formación original solo quedaría el tecladista y creador de los éxitos de Yerba, Marcelo Moya y se sumarían también músicos como Daniel Quintas en Percusión (Ex Mensajeros del Amor). En este nuevo relanzamiento de la banda, el estilo mantendría el clásico estilo sonidero introduciendo elementos de la Cumbia Base. 
Desde este año, nada iba a ser igual para el conjunto de San Fernando, ya que cambio su estilo música, sus letras más comprometidas y su música bien definida, los lleva a permanecer varios meses como números uno, pero no cambia su esencia, haciendo que cada show, sea una verdadera fiesta.
Luego Ale Beltzer reemplaza al Rasta en la animación durante unos meses, retomando así Yerba a su animador original. Los chicos graban "Volando Alto" quien contaba con temas como "Ahora Estoy Solo", "Perdóname Mi Vida", "Antes", Cd que los lleva a ganar un premio Gardel a la música, como "Mejor grupo tropical". Por el año 2006, mientras Santi, Rasta y Yerba preparan su nuevo disco y una gira por América realizan un Show en DVD, tocando tanto los clásicos de siempre (versionados y adaptados al nuevo estilo del grupo) como también los adelantos de su nuevo disco:  "Con Buena Leche", CD que saldría a fines de ese año y sería el último de su carismático cantante. "Ya No Llores" fue el primer corte y el gran éxito del grupo, quien logró volver a colocar a Yerba Brava no solo uno de los mejores grupo de la Argentina, sino también como un clásico nacional. Otros temas fueros "Activando Cumbia", "Tuyo Siempre" (En honor a Andrés Calamaro, quien clasificó en su cuenta de Twitter, como UN HONOR, el tema realizado por Santiago Cairo y Yerba Brava), entre otros.. 
En febrero de 2007 el Rasta decidió quedarse en México tras una gira que realizarían para mediados de ese mes. Ingresó entonces al grupo Maxi Apapp (Vocalista del grupo 18 Kilates en la actualidad) como "locutor". Durante los siguientes ocho meses el grupo continuó presentando "Con Buena Leche" por todo el país. El paso de Apapp en Yerba terminaría cuando en septiembre de ese año se avocaría completamente a 18 Kilates, junto con Dany Quintas, quien también dejaría el grupo. Para el 2008 y ya con la salida de Marcelo Moya el grupo tenía un recambio completo de músicos, aunque mantenía la misma esencia. A mediados del 2008 en la cima del éxito de Yerba Brava Santy decide dejar Yerba Brava y se retira por un tiempo de la movida.
Con Santiago Cairo, Yerba Brava grabó 4 discos (Nunca se acaba, Volando Alto, Con Buena Leche y un DVD en vivo) que llevó al grupo a tocar por primera vez en lugares como México y Estados Unidos.

### 2009-2014: Párate de la banda y vuelta con Gastón Calderón
Tras el alejamiento de Santiago, la banda se tomó un descanso para volver en 2009, esta vez con el Gasty y Ariel (Ex-Eh Guacho) presentando el álbum Cuarta Generación. Sus presentaciones en vivo mantenían un estilo alegre y movido. El dúo duro poco más de un año, ya que luego quedaría únicamente Gastón Calderón como líder de la banda. La banda con él tiene varias presentaciones e incluso regresan a México y otros lugares del continente.  Sin embargo a mediados del 2014 "Gasty" decide dejar la banda para comenzar otro proyecto y la productora "Púa" realiza un Casting para decidir quien sería el siguiente vocalista.

### 2014-presente: Etapa con Maxi Diaz y Cristian Espinoza
Tras la presentación del nuevo líder del grupo Maxi Diaz (Exintegrante del grupo "La Rama"). Yerba Brava continuó con sus presentaciones hasta marzo de 2016, donde decidió abandonar el grupo para volver con La Rama.
En 2018 sale a la venta su nuevo álbum llamado La voz del pueblo con un estilo similar al de los primeros dos discos de Yerba Brava. Este disco es el primero después de 6 años de no editar discos y ha tenido una buena respuesta del público. La voz actual es Cristian Espinosa (Ex Guachín), un pionero de la cumbia villera. 

## Fallecimiento del "Monito" Ponce
El 17 de marzo de 2014, Juan Carlos "El Monito" Ponce falleció a causa de un ACV a los 49 años de edad. Su muerte hizo eco no solo en la movida tropical, sino en toda la sociedad ya que Ponce fue uno de los fundadores de la Cumbia Villera.
Con motivo del segundo aniversario de la desaparición de Ponce, exponentes de la cumbia villera original, destacándose Traiko, líder de Meta Guacha, cantando el tema que lanzó a la fama al grupo: Pibe Cantina; y Daniel Lescano, que en su momento tuvo controversia con Yerba Brava,  lo hizo con una versión del tema Canción de la Yuta, lo homenajearon junto a otras bandas y la formación actual de Yerba Brava  en un recital conjunto en el programa televisivo Pasión de Sábado.

## En la cultura popular
Las canciones más exitosas fueron «Pibe Cantina» y «La Cumbia de los Trapos», enganchando al público con su ritmo mezcla de esquina de barrio y tablón de cancha. El conjunto logró sonar en todas las discos del país, ya que sus temas han logrado el crossover tan esperado por tantos artistas. Así también «La cumbia de los trapos» se empezó a cantar en las canchas del fútbol argentino y latinoamericano, tal fue su éxito que se ha realizado una versión exclusiva para la Copa América 2011.
La canción «La Cumbia de los Trapos» de la banda, tras ser un éxito en los años 2000, volvió a la repercusión apadrinado por el fútbol masculino, precisamente tras el título de la Copa de la Liga Profesional 2022 obtenido por Boca Juniors ese mismo año.
Luego de la victoria de la selección Argentina en el Estadio Icónico de Lusail bajo el marco de la final de la Copa Mundial de Fútbol de 2022, posterior al momento de la consagración y ceremonia final, el hit de la banda "La Cumbia de los Trapos" fue la elegida para cerrar el festejo, comenzando así su popularidad en Latinoamérica y el mundo.
El grupo tuvo un nuevo evento de gran repercusión en el año 2023, en ese año Yerba Brava interpretó su hit "La Cumbia de los Trapos" en la ceremonia de apertura de la final de la Copa Libertadores junto a la hinchada de Boca Juniors.  
En Colombia, los hinchas del equipo profesional de fútbol Atlético Bucaramanga acogieron La Cumbia de los Trapos como su himno cuando el equipo clasificó a los Cuadrangulares Semifinales y a la Final del Torneo Apertura 2024, coronándose por primera vez en su historia Campeón del fútbol colombiano, incluso con una versión propia "La Cumbia del Leopardo", haciendo mención al apodo del equipo, convirtiéndose la canción de Yerba Brava en todo un fenómeno musical y social en la ciudad de Bucaramanga y su departamento Santander, incluso haciéndola popular en el país.
En Youtube, el vídeo original de la canción La Cumbia de los Trapos tiene a septiembre de 2024 más de 190 millones de visitas, visitas que aumentaron desde 2022.

## Integrantes
- Juan Carlos Ponce: Voz (1998 - 2001).
- Ezequiel Caminos: Bajo (1998 - 2004).
- Alejandro Beltzer: Animación (1999 - 2005).
- Marcelo Moya: Teclados (1999 - 2007).
- Oscar Belondi: Voz (2002 - 2003).
- Fernando Álvarez: Animación (2003 - 2004 / 2005 - 2007).
- Daniel Quintas: Percusión (2003 - 2007).
- Santiago Cairo: Voz (2004 - 2008).
- Maximiliano Apapp: Animación (2007).
- Gastón Calderón: Voz (2009 - 2014).
- Maxi Diaz: Voz (2014 - 2016).
- Agustín Luna: Voz (2017).
- Cristian Espinoza: Voz (2018-presente).

## Discografía
Desde que comenzó el grupo musical en el año 1998, lanzaron más de 13 proyectos musicales, entre ellos álbumes de estudio, álbumes recopilatorios y un DVD en vivo.

### Álbumes de estudio
- 2000 - Cumbia villera
- 2001 - 100% villero
- 2002 - Corriendo la coneja
- 2003 - De culo
- 2004 - Nunca se acaba
- 2005 - Volando alto
- 2006 - Con buena leche
- 2009 - Cuarta generación
- 2010 - Un clásico
- 2012 - Humilde 10 años
- 2018 - La voz del pueblo

### Álbumes recopilatorios
- 2007 - 20 grandes éxitos

### DVDs
- 2002 - CD en vivo
- 2007 - DVD en vivo